# Folk Nation
Die Folk Nation (auch als Folk oder Folks bezeichnet) ist eine Allianz verschiedener amerikanischer Straßengangs, welche ursprünglich aus dem Großraum Chicago stammen. Die Organisation hat sich später in den Vereinigten Staaten ausgebreitet, speziell in den Mittleren Westen und die Südstaaten. Ihre Gegner haben sich als People Nation formiert. 

## Zusammensetzung
Die Folk Nation besteht aus verschiedenen Gangs, welche alle über ihre eigenen Farben und Zeichen sowie Organisation verfügen. Viele dieser Gangs haben eine Charta unterzeichnet, der Allianz beizutreten. Die größte einzelne Gang innerhalb der Allianz sind die Gangster Disciples.

## Gründung
Die Folk Nation wurde am 11. November 1978 innerhalb der Grenzen des Illinois Department of Corrections gegründet. Der Vorsitzende der Gangster Disciples, Larry Hoover, hatte ursprünglich die Idee für diese Allianz und viele Anführer großer Gangs aus Chicago – Weiße, wie Schwarze und Hispanische – schlossen sich ihm rasch an. Kurze Zeit später wurde die People Nation von den Gegnern der Alliierten ins Leben gerufen. 

## Symbole

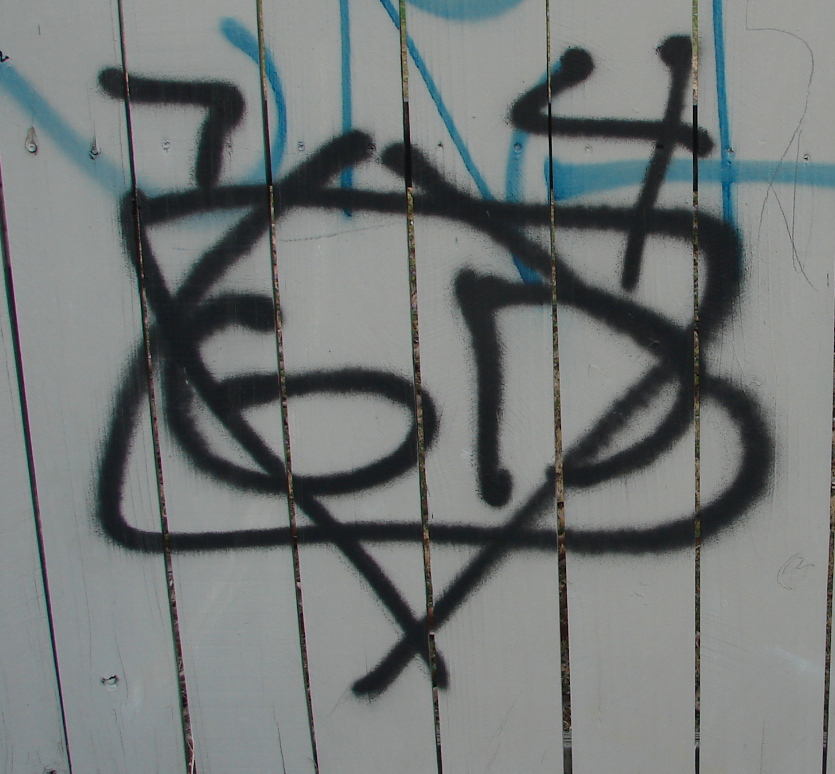
Graffito der Gangster Disciples Folk Nation

Gangmitglieder demonstrieren ihre Zugehörigkeit durch das Verwenden bestimmter Zeichen, Nummern- und Buchstabenfolgen sowie dem tragen bestimmter Farben und durch Graffiti. Die Gangster Disciples verwenden die 74 als Kode für GD, abgeleitet vom vierten und siebten Buchstaben des Alphabets.
Es werden auch Handzeichen und bestimmte Phrasen als Erkennungszeichen verwendet. Bei Gangs spielt auch die Trageweise von Kleidung eine Rolle, so beispielsweise zu welcher Körperhälfte hin Hüte oder Bandanas getragen werden. Die meisten Folk-Nation-Gangs haben dabei die rechte Körperhälfte gewählt. Weitere Erkennungszeichen sind der sechszackige Stern – im Stil identisch mit dem Davidstern – sowie Heugabeln.
Die Mitglieder der Folk Nation begrüßen einander mit dem Spruch „All is One“, „Alle sind eins“.

## Wichtigste Mitglieder
Die folgenden Gangs gehören zu den größten und wichtigsten innerhalb der Folk Nation:
- Gangster Disciples
- La Raza Nation
- Spanish Cobras
- Latin Eagles
- Imperial Gangsters
- Maniac Latin Disciples
- Simon City Royals
- Spanish Gangster Disciples